# 模式有爪猛水蚤
模式有爪猛水蚤（学名：Onychocamptus mohammed）为老丰猛水蚤科有爪猛水蚤属的动物。分布于泰国、俄罗斯、罗马尼亚、法国、德国、波兰、意大利、荷兰、埃及、阿尔及利亚、加拿大、美国、墨西哥、巴西以及中国大陆的海南、广东、福建、江苏、北京、天津、河北、新疆等地，属于广盐性种类。其主要生活于咸淡水及纯淡水中。